# Evropské středisko pro prevenci a kontrolu nemocí
Evropské středisko pro prevenci a kontrolu nemocí (zkratka ECDC z anglického European Centre for Disease Prevention and Control) je agentura Evropské unie zaměřená na prevenci v oblasti zdravotnictví a na epidemiologickou kontrolu přenosných nemocí včetně covidu-19. ECDC také vydává vědecký časopis Eurosurveillance.
Středisko bylo založeno v dubnu 2004 a sídlí ve Švédsku, v městě Solna nedaleko Stockholmu. Má přibližně tři sta zaměstnanců a v roce 2020 činil rozpočet přibližně 66 miliónů eur. Od roku 2017 je ředitelkou střediska německá lékařka Andrea Ammonová. 

## Historie

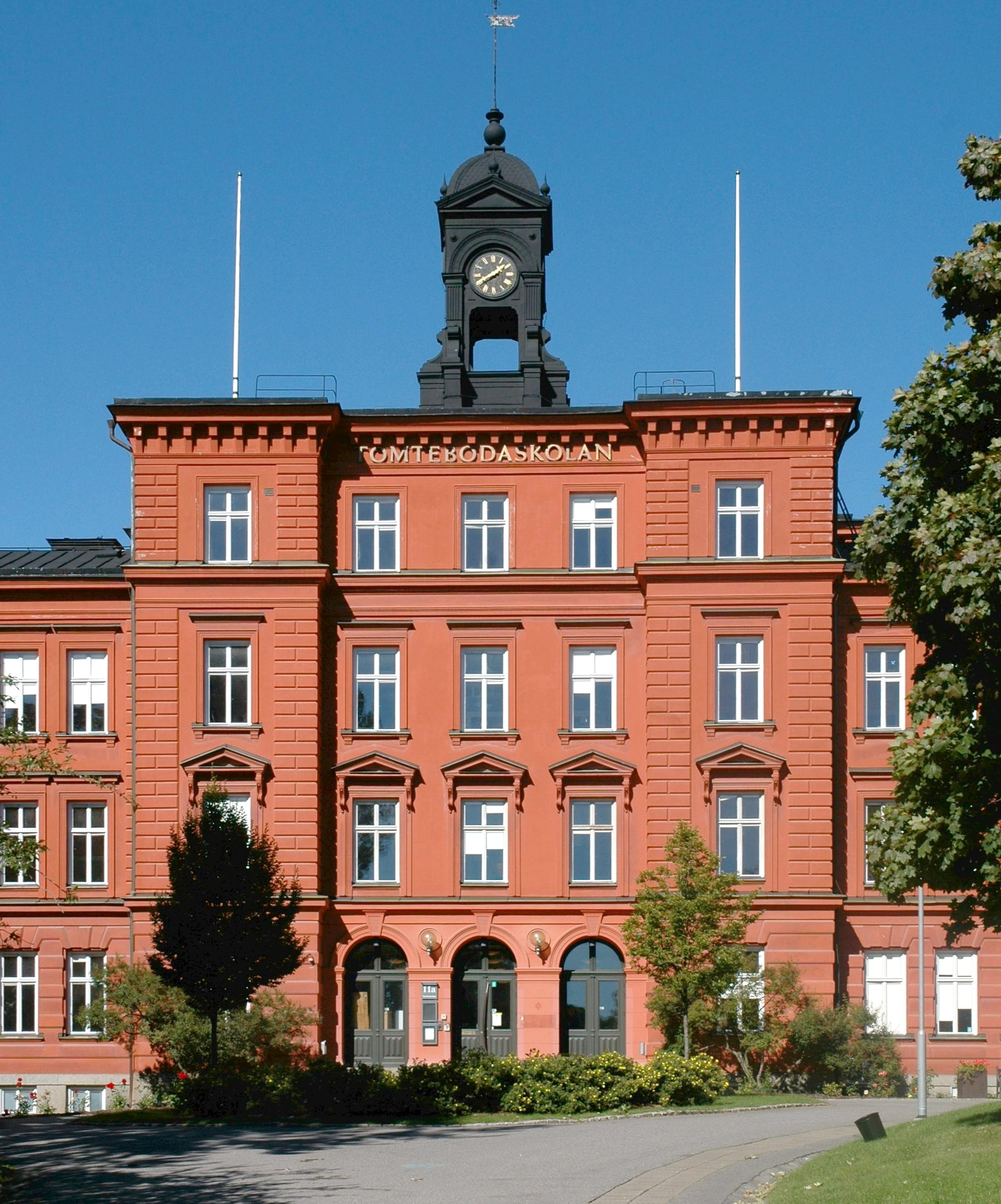
Stará budova ECDC, Tomtebodaskolan, Solna

Jak pokračovala ekonomická integrace členských států EU a zvyšovala otevřenost národních hranic, spolupráce v oblasti veřejného zdraví se stávala stále důležitější. O idei vytvoření společného evropského střediska diskutovali zdravotničtí experti jednotlivých členských států již dříve. Ale až propuknutí epidemie SARS v roce 2003, a zpočátku jeho rychlé šíření přes hranice, potvrdilo naléhavost vytvoření takovéto instituce na úrovní Evropské unie. 
Zřízení Evropského střediska pro prevenci a kontrolu nemocí proběhlo ve srovnání s jinými agenturami Evropské unie v rekordním čase. Evropská komise prezentovala návrh právní úpravy v červenci 2003, v dubnu 2004 bylo schváleno
Nařízení Evropského parlamentu a Rady (ES) č. 851/2004 ze dne 21. dubna 2004 o zřízení Evropského střediska pro prevenci a kontrolu nemocí (datum právního vzniku ECDC) a v květnu 2005 byla agentura již plně funkční. 
Význam Evropského střediska pro prevenci a kontrolu nemocí se potvrdil krátce po zahájení jeho činnosti, když v období 2005/2006 došlo k rozšíření H5N1 (podtyp viru ptačí chřipky) také na území řady států Evropské unie. Přitom panovaly obavy, že virus by mohl zmutovat tak, že by jeho přenos z ptáků na člověka nebo mezi lidmi byl snazší než u stávajících mutací, což by pravděpodobně vedlo ke vzniku pandemie chřipky.
Úkolem ECDC je zvýšit schopnost EU a jejích členských států chránit lidské zdraví prostřednictvím prevence a kontroly přenosných nemocí. Agentura nemá vůči členským státům žádné přímé ani zákonodárné pravomoci, ale její práce je založena na odborné vědecké a výzkumné činnosti, monitoringu, konzultacích, radách a doporučeních pro členské země. Jednotlivé země musí jednat z vlastní iniciativy, pokud ohniska přenosných nemocí ohrozí území některých států nebo celé Evropské unie. ECDC dále připravuje a poskytuje podklady a doporučení pro rozhodnutí, která má přijímat Evropská komise.
Agentura od počátku sídlila ve městě Solna (severně od Stockholmu), ale vzhledem k rychlosti vzniku nejprve využívala starou budovu Tomtebodaskolan z roku 1879 na ulici Tomtebodavägen (do roku 1986 zde byla speciální škola pro studenty se zrakovým postižením). Teprve dodatečně byla vybudována nová budova plně vyhovující požadavkům moderní výzkumné instituce. Na novou adresu (Gustav III:s Boulevard 40, 16973 Solna), v blízkosti jezera Brunnsviken, asi 3,5 kilometru severně od původní lokace, se agentura přestěhovala 3. března 2018.
Prvním ředitelem ECDC byl švédský molekulární biolog a epidemiolog Johan Giesecke, poté tuto pozici zastával nizozemský specialista Marc Sprenger a od 16. června 2017 je ředitelkou agentury Andrea Ammonová z Německa. Ta od roku 1996 působila v Institutu Roberta Kocha, v ECDC pracovala již počátku (od roku 2005), nejprve jako vedoucí oddělení Surveillance and Response Support.

## Organizační struktura a programy
ECDC v současnosti používá maticovou strukturu skládající se z pěti jednotek (units):
- Výkonný ředitel vědeckých programů: dohlíží na sedm programů pro různé skupiny nemocí (viz níže).
- Dohled a reakce (Surveillance and Response): poskytuje specializované expertízy.
- Veřejné zdraví a komunikace: poskytuje specializované expertízy.
- Řízení zdrojů a koordinace: řídí a kontroluje lidské a finanční zdroje v rámci ECDC.
- Informační a komunikační technologie: zajišťují infrastrukturu, podporu uživatelů a vyvíjí aplikace.

Agentura se zaměřuje především na následující skupiny nemocí:
- Mikrobiální (antibiotická) rezistence a infekce šířící se ve zdravotnických zařízeních.
- Přenosné nemoci a rozšiřující se infekce.
- Nemoci přenášené vodou a potravinami, Zoonózy.
- Sexuálně přenosné nemoci včetně HIV a nemoci přenášené krví.
- Chřipka.
- Tuberkulóza.
- Nemoci, na které existuje očkování.

## Publikační činnost a konference
ECDC publikuje velké množství vědeckých a technických zpráv, které pokrývají široké spektrum otázek souvisejících s prevencí a kontrolou přenosných nemocí. Na konci každého kalendářního roku ECDC rovně vydává výroční epidemiologickou zprávu (Annual Epidemiological Report), která analyzuje dostupná data a hrozby související s infekčními nemocemi. Publikace dále obsahuje shrnutí situace ve členských zemích a indikace, zda je vhodné přijmout další opatření v oblasti veřejného zdraví za účelem snížení negativních důsledků přenosných nemocí. Další ECDC publikace se věnují konkrétním nemocem a hrozbám, dále pak analýzy trendů v oblasti veřejného zdraví v zemích Evropské unie. 

### Časopis Eurosurveillance
Eurosurveillance je recenzovaný vědecký časopis s otevřeným přístupem zaměřený zejména na epidemiologii, dohled (surveillance), prevenci a kontrolu přenosných nemocí. Tento časopis byl založen v roce 1995 jako společný projekt Evropské komise, Institut de veille sanitaire (Francouzský institut veřejného zdraví) a Health Protection Agency ze Spojeného království. Spolupráce s nově vzniklou agenturou ECDC začala hned v roce 2005 a od března 2007 přešlo vydávání časopisu zcela na ECDC. Časopis publikuje informace vztahující se k přenosným nemocem a výsledky nejen z ECDC, ale také z dalších souvisejících programů, které jsou financovány z EU zdrojů. Časopis vychází každý týden, vždy ve čtvrtek a je volně dostupný v elektronické podobě (částečně vychází též v tištěné podobě: čtvrtletní vydání a tzv. special editions). Online verze má ISSN 1560-7917, tištěné kompilace mají ISSN 1025-496X.

### Konference ESCAIDE
ECDC rovněž publikuje obsáhlé sborníky z vědeckých a technických konferencí. Nejvýznamnější konferencí, kterou 
Evropského středisko každoročně (zpravidla v listopadu) pořádá je konference ESCAIDE: European Scientific Conference on Applied Infectious Disease Epidemiology (v letech 2020 a 2021 se vzhledem k epidemické situaci konala/bude konat výhradně online, k dispozici též aplikace pro Android a iOS, která usnadňuje sledování programu v jednotlivých sekcích konference a kontakty s ostatními účastníky).

## Členské státy
Kromě členských států Evropské unie (Spojené království Velké Británie a Severního Irska zůstávalo členem ještě v přechodném období brexitu, tedy od 1. února do 31. prosince 2020) se na práci agentury podílí ještě další země, členové Evropského hospodářského prostoru: Island, Lichtenštejnsko a Norsko.

## Covid-19: publikace a datové sady
Během pandemie covidu-19 Evropské středisko pro prevenci a kontrolu nemocí publikuje výzkumné zprávy (zejména ve výše uvedeném časopise Eurosurveillance), expertní stanoviska a doporučení k různým aspektům této pandemie a statistiky (datové sady). Datové sady týkající se covidu-19 (počty případů, hospitalizací, úmrtí, vakcinace ad.) za země EU a členské země ECDC patřící do EHS jsou dostupné ke stažení (viz přímý odkaz v sekci Externí odkazy) ve formátech XLSX, CSV, JSON a XML. Základní interval publikace dat je týdenní (plus dopočítávané dvoutýdenní vybrané ukazatele), od 11. března 2021 jsou některá data dostupná i na denní bázi.
Kromě dat ke stažení pro vlastní analýzu je na webových stránkách Evropského střediska k dispozici několik interaktivních online nástrojů. Mapa zobrazující situaci v jednotlivých zemích Evropské unie a Evropského hospodářského prostoru s poměrovými ukazateli (na 100 000 obyvatel) za posledních 14 dnů: počty případů, počty provedených testů, poměr pozitivních testů k celkovému počtu testů ap. Obdobně jsou k dispozici mapa, grafy a tabulky vývoje očkování (tzv. Covid-19 Vaccine Tracker): kromě celkových údajů lze dále sledovat např. podle věkových skupin, podle jednotlivých druhů vakcín ap. V sekci Situation updates se nabízejí základní data a grafy nejen pro EU/EHS, ale i pro celý svět. 
Vedle dat o covidu-19, která v letech 2020/2021 přitahují největší pozornost, je zde k dispozici i obecnější nástroj (Surveillance Atlas of Infectious Diseases), kde lze interaktivně na atlasu sledovat data o výskytu několika desítek dalších infekčních nemocí (např. hepatitida A, B, C; HIV a další sexuálně přenosné nemoci, záškrt, černý kašel, zánět mozkových blan (meningitida), zápal plic (pneumonie), chřipka, salmonelóza a mnoho dalších) včetně vybraných nemocí hospodářských nebo volně žijících zvířat, které jsou přenosné na člověka (např. brucelóza nebo tularémie). Kromě toho též data o mikrobiální, resp. antibiotické rezistenci.